# Jodłowa Góra (Beskid Niski)
Jodłowa Góra – szczyt na północno-zachodnich krańcach Beskidu Niskiego (według mapki w opracowaniu „Geografia regionalna Polski” J. Kondrackiego). Na mapie Compass ma wysokość 715 m, według mapy Geoportalu 716,4 m. Potoki spływające ze stoków zachodnich i południowych zasilają Łubinkę (dopływ Dunajca), potoki ze stoków północnych Chodorówkę i Białą na Pogórzu Rożnowskim. Znajduje się na długim grzbiecie przebiegającym od Mużenia (450 m) nad Nowym Sączem po Rosochatkę (753 m) nad Ptaszkową. Od Rosochatki oddziela go głęboka przełęcz zwana Wilczym Dołem.
Jodłowa Góra jest niemal całkowicie porośnięta lasem, ale grzbiet odbiegający od wierzchołka w północno-zachodnim kierunku jest bezleśny, dzięki czemu rozciąga się z niego panorama widokowa na południe i zachód. Na szczycie znajduje się pomnik partyzantów z II wojny światowej
Na północnym stoku Jodłowej Góry, w rejonie przełęczy Wilczy Dół znajduje się rezerwat przyrody Cisy w Mogilnie. Grzbietem i szczytem Jodłowej Góry prowadzi szlak turystyczny.
Szlak turystyczny
 Nowy Sącz – Boguszowa – Jodlowa Góra – Rosochatka – Cieniawa – Ptaszkowa